# Piet Damen
Piet Damen (* 20. července 1934 Lieshout, Severní Brabantsko) je bývalý nizozemský silniční cyklista.
Jako amatér jezdil od roku 1952 za klub Het Zuiden Eindhoven. V roce 1957 vyhrál závod Ronde van Overijssel. V roce 1958 se stal vítězem celkové klasifikace Závodu míru, když vyhrál třetí etapu z Lodže do Katovic a s nizozemským týmem obsadil třetí místo v soutěži družstev. Je jediným nizozemským vítězem v historii Závodu míru.
Poté uzavřel smlouvu s profesionální stájí Radium-RIH Sport a na Tour de France v roce 1958 obsadil jedenácté místo, když se podílel na celkovém vítězství týmového kolegy Charlyho Gaula. V roce 1959 vyhrál GP du Locle a stal se mistrem Nizozemska v elitní kategorii. Na Tour de France skončil na 25. místě v roce 1959, 27. místě v roce 1960, 51. místě v roce 1961 a v roce 1964 vzdal, v letech 1960 a 1963 se také zúčastnil Giro d'Italia, ale ani jednou závod nedokončil. Na mistrovství světa v silniční cyklistice v roce 1960 dojel v závodě s hromadným startem na osmém místě. V roce 1962 vyhrál premiérový ročník závodu Großer Preis der Dortmunder Union-Brauerei. Kariéru ukončil v roce 1967, poté vedl s manželkou bar v Helmondu.